# William Bull
William Bull ( 1828 - 1902 ) fue un botánico, y pteridólogo estadounidense, trabajando en la historia natural de Carolina del Sur.

## Algunas publicaciones
- Bull, w. 1881. Zamia prasina. Bull horticultural catalog. 176:20

- La abreviatura «W.Bull» se emplea para indicar a William Bull como autoridad en la descripción y clasificación científica de los vegetales.[1]

- «William Bull». Índice Internacional de Nombres de las Plantas (IPNI). Real Jardín Botánico de Kew, Herbario de la Universidad de Harvard y Herbario nacional Australiano (eds.).
- Wikispecies tiene un artículo sobre William Bull.

- Datos: Q6167579
- Multimedia: William Bull (botanist) / Q6167579
- Especies: William Bull

1. ↑  Todos los géneros y especies descritos por este autor en IPNI.